# Манеза, Майя Салахаровна
Ма́йя Салахаровна Мане́за (каз. Майя Салахарқызы Манеза; род. 1 ноября 1985, Токмак) — казахстанская тяжелоатлетка, двукратная чемпионка мира (2009 и 2010 год), серебряная призёрка чемпионата мира 2011 года в весовой категории до 63 кг. Дунганка по национальности, родилась в Кыргызстане, затем долго жила в Пекине. В 2007 году была приглашена в сборную Казахстана.
С 2010 по 2014 год обладала мировым рекордом — 143 кг в толчке (побита Линь Цзыци).
Является чемпионкой Казахстана 2009, 2010 и 2011 года, бронзовым призёром чемпионата Азии 2009 года, чемпионкой Азиатских Игр 2010 года. Выступает за Алматинскую область. Из-за травмы правого локтевого сустава на тренировке не приняла участие в Олимпиаде 2008 года в Пекине.
В апреле 2013 года вышла замуж за известного казахстанского тяжелоатлета (до 85 кг) Вячеслава Ершова, чемпиона Азиатских Игр 2006 года в Дохе (Катар) и бронзового призёра чемпионата мира в рывке (2005).

## Использование допинга
15 июня 2016 года решением Международной федерации тяжёлой атлетики временно отстранена от занятий спортивной деятельностью в связи с неблагоприятными результатами допинг-проб взятыми у спортсменки на Олимпийских Играх в Лондоне в 2012 году. В пробе был найден анаболический стероидный препарат станозолол.
24 августа 2016 года Международная федерация тяжёлой атлетики сообщила о неблагоприятных результатах повторных анализов допинг-проб взятых у спортсменки на Олимпийских Играх в Пекине в 2008 году. В пробе был найден анаболический стероидный препарат Станозолол.
5 июля 2016 года Министр культуры и спорта РК Арыстанбек Мухамедиулы заявил, что Илья Ильин, Светлана Подобедова, Майя Манеза и Зульфия Чиншанло пропустят Олимпиаду в Рио-де-Жанейро.
19 октября 2016 года Международный олимпийский комитет за использование допинга лишил Манезу золотой медали Летних Олимпийских игр 2012 года.

## Звания и награды
- За успешные выступления награждена орденом «Курмет».
- Заслуженный мастер спорта Казахстана.
- За золото на Летней Олимпиаде-2012 награждена орденом «Барыс» второй степени[8].
- Почётный гражданин Алматинской области (2012)[9].